# Eufloria
Eufloria (wcześniej znana jako Dyson) – komputerowa strategiczna gra czasu rzeczywistego stworzona przez Alexa Maya, Rudolfa Kremersa oraz odpowiedzialnego za muzykę w grze Briana Graingera. Gra została zainspirowana teorią drzew Freemana Dysona, od tego nazwiska pochodzi również pierwotna nazwa gry.

## Rozgrywka
Gra polega na opanowaniu wszystkich asteroid na mapie przy pomocy stworzeń zwanych sadzonkami (ang. seedlings). Na początku gry gracz posiada jedno drzewo rosnące na asteroidzie oraz okrążające ją sadzonki. Na asteroidach można sadzić więcej drzew, na co trzeba poświęcić 10 stworzonek. Rozrastają się one i tworzą kwiaty, z których następnie powstają sadzonki cechujące się w zależności od asteroidy: energią, siłą lub szybkością. Aby zdobywać kolejne asteroidy, często trzeba walczyć z wrogimi jednostkami krążącymi dookoła swoich asteroid, a także atakującymi terytorium gracza. Wroga asteroida zostaje opanowana, gdy sadzonki gracza zniszczą jedno z jego drzew i za pomocą korzenia dostaną się do jej wnętrza.